# The Sun (napilap, Egyesült Királyság)
A The Sun a második legnagyobb tabloid formátumú napilap az Egyesült Királyságban és Írországban, a maga 1 302 951-es példányszámával. Társlapja, a The Sun Sunday hetilapként működik, és vasárnaponként jelenik meg. 1964. szeptember 15-én alapították broadsheet napilapként a Daily Herald utódjaként. 1969-ben váltott a jelenlegi formájára. Kiadója a News Group Newspapers, tulajdonosa pedig annak anyavállalata, a News Corp, Rupert Murdoch cége. 2012 óta a hét minden napján megjelenik, és egészen 2018 márciusáig a legnagyobb brit bulvárlap volt, de ekkor a Metro napilap megelőzte példányszámban.
2012-ig a hét hat napján jelent csak meg, de ekkor elindították a vasárnapi különkiadást, miután megszűnt a kiadó News of the World című hetilapja. Jelenleg (2019) a Sun példányszáma 1 302 951 darab.
Az Egyesült Királyság több tagállamában (Skócia, Anglia, Észak-Írország) külön tartalommal jelenik meg, Walesben viszont ugyanazt tartalmazza, mint Angliában.
A főszerkesztő Victoria Newton. Az újság konzervatív szellemiségű, a Konzervatív Pártot, és a brexitet támogatja.